# Fosfoamidasa
La fosfoamidasa (EC 3.9.1.1) es una enzima que cataliza la siguiente reacción química:
N-fosfocreatina + H
2O {\displaystyle \rightleftharpoons } creatina + fosfato
Por lo tanto, los dos sustratos de esta enzima son la N-fosfocreatina y agua, mientras que sus dos productos son la creatina y fosfato.
Esta enzima pertenece a la familia de las hidrolasas, más específicamente a aquellas hidrolasas que actúan sobre enlaces fósforo-nitrógeno. El nombre sistemático para esta clase de enzimas es fosfamida hidrolasa, aunque a veces se la conoce también como creatina fosfatasa